# Androsace darvasica
Androsace darvasica är en viveväxtart som beskrevs av Ovczinn. Androsace darvasica ingår i släktet grusvivor, och familjen viveväxter. Inga underarter finns listade i Catalogue of Life.